# 舒納島 (斯萊特群島)

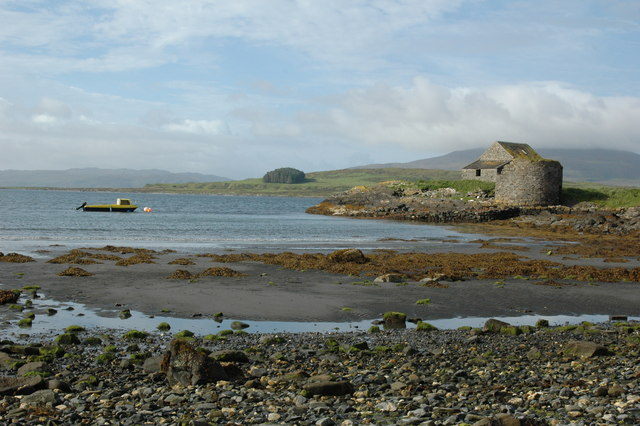

舒納島是蘇格蘭的島嶼，位於大西洋海域，屬於斯萊特群島的一部分，面積4.51平方公里，最高點海拔高度90米，該島自1946年私人擁有，2001年人口僅1人。

## 外部連結
- Island website （页面存档备份，存于）

56°12′44″N 5°36′42″W / 56.21222°N 5.61167°W